# Redzeń Drugi
Redzeń Drugi – wieś w Polsce położona w województwie łódzkim, w powiecie sieradzkim, w gminie Burzenin.
W latach 1975–1998 miejscowość administracyjnie należała do województwa sieradzkiego. 

## Położenie
Wieś leży 9 km na zach. od Burzenina. Zajmuje pow. 472 ha. Mieszka tu 39 osób w 17 gospodarstwach. 
W skład sołectwa wchodzi także Krępica.